# Capri-Napoli (2016)
La 51ª edizione della Capri-Napoli si è disputata il 4 settembre 2016, con partenza dal Lido Le Ondine – Marina Grande e arrivo al Circolo Canottieri Napoli. Hanno gareggiato 27 nuotatori (15 uomini e 12 donne).

## Classifica finale[1]
| Classifica | Atleta               | Nazione     | Tempo      | Classifica per sesso |
| 1          | Evgenij Pop Acev     | Macedonia   | 6h 17’ 04” | 1° uomini            |
| 2          | Damian Blaum         | Argentina   | 6h 17’ 19” | 2° uomini            |
| 3          | Bertrand Venturi     | Francia     | 6h 25’ 49” | 3° uomini            |
| 4          | Marcel Schouten      | Paesi Bassi | 6h 28’ 22” | 4° uomini            |
| 5          | Matheus Evangelista  | Brasile     | 6h 28’ 54” | 5° uomini            |
| 6          | Edoardo Stochino     | Italia      | 6h 29’ 26” | 6° uomini            |
| 7          | Tomi Stefanovski     | Macedonia   | 6h 31’ 16” | 7° uomini            |
| 8          | Gabriele Maria Mento | Italia      | 6h 46’ 15” | 8° uomini            |
| 9          | Pilar Geijo          | Argentina   | 6h 46 34”  | 1ª donne             |
| 10         | Olga Kozydub         | Russia      | 6h 47’ 34” | 2ª donne             |
| 11         | Ilaria Raimondi      | Italia      | 6h 50’ 04” | 3ª donne             |
| 12         | Alexander Ilievski   | Macedonia   | 6h 52’ 46” | 9° uomini            |
| 13         | Mohammad Saleh       | Siria       | 6h 57’ 47” | 10° uomini           |
| 14         | Anna Manchevich      | Russia      | 6h 57’ 48” | 4ª donne             |
| 15         | Daria Kulik          | Russia      | 6h 58’ 00” | 5ª donne             |
| 16         | Silvie Rybarova      | Rep. Ceca   | 6h 58’ 08” | 6ª donne             |
| 17         | Aquiles Balaudo      | Argentina   | 7h 11′ 02″ | 11° uomini           |
| 18         | Simon Pistor         | Germania    | 7h 16′ 53″ | 12° uomini           |
| 19         | Vicenia Navarro      | Venezuela   | 7h 37′ 43″ | 7ª donne             |
| 20         | Dina Levacic         | Croazia     | 7h 40′ 01″ | 8ª donne             |
| 21         | Vanesa Rita Garcia   | Argentina   | 7h 55′ 36″ | 9ª donne             |
| 22         | Elena Lionello       | Italia      | 7h 56′ 32″ | 10ª donne            |
| 23         | Victoria Mori        | Argentina   | 8h 03′ 48″ | 11ª donne            |
|            | Fuori Tempo Massimo  |             |            |                      |
|            | Fernando Ciaramella  | Argentina   |            |                      |
|            | Ritirati             |             |            |                      |
|            | Daira Marin          | Argentina   |            |                      |
|            | Francesco Bianchi    | Italia      |            |                      |
|            | Simone Ercoli        | Italia      |            |                      |